# Эванс, Джесси
Джесси Джей Эванс (англ. Jesse J. Evans; родился около 1853, Миссури или Техас, США — пропал без вести в 1882, Хантсвилл, Техас, США) — американский преступник времён Дикого Запада, ковбой, ганфайтер; член банды Джона Кинни, впоследствии главарь банды, известной как банда Джесси Эванса или «Мальчишки» (The Boys). В основном банда занималась грабежами и скотокрадством. Кроме того, «Мальчишки» активно участвовали в событиях, приведших к Войне в округе Линкольн (18 февраля 1878 — 18 февраля 1879), а также в ряде боевых столкновений в ходе этого конфликта, однако сам Эванс практически не принимал участия в войне, проведя в заключении большую часть этого времени. После окончания войны совершил побег из-под стражи и вернулся к бандитской деятельности. Банда Эванса была ликвидирована в июле 1880 года, Джесси был снова арестован и приговорён к длительному тюремному заключению. Вновь сбежал из тюрьмы в 1882 году, после чего пропал без вести.

## Ранние годы
Считается, что Эванс родился примерно в 1853 году в Миссури, хотя некоторые историки указывают местом рождения Техас. Он происходил из расово смешанной семьи (был наполовину чероки). Окончил колледж Вашингтона и Ли в Виргинии, что по тем временам было большой редкостью, особенно для метиса.
26 июня 1871 года был арестован вместе с обоими родителями в Элк-Сити, штат Канзас, за распространение фальшивых денег, но вскоре был освобождён.
К 1872 году проживал на Территории Нью-Мексико. В этот период он работал ковбоем на нескольких ранчо, в том числе на ранчо крупного скотовода Джона Чизума. Позже Джесси заявлял, что Чизум нанял его, чтобы он угонял для него скот. Около 1875 года Эванс поселился в Лас-Крусес, Нью-Мексико, где познакомился с Джоном Кинни. В то время Кинни возглавлял одну из самых известных банд на Территории Нью-Мексико. Эванс присоединился к банде, и со временем они с Кинни стали близкими друзьями.
31 декабря 1875 года Кинни, Эванс, Джим Макдэниелс и Пони Дил подрались с солдатами кавалерии США из форта Селден в салуне в Лас-Крусес, Территория Нью-Мексико. Первоначально потерпев поражение в драке, бандиты были выброшены на улицу, но вскоре вернулись к салуну и расстреляли его через стены, убив двух солдат и одного гражданского. Ещё два солдата и один местный житель были ранены.
Кинни серьёзно пострадал в драке, ему было необходимо длительное лечение, и руководство бандой на некоторое время перешло к Эвансу. Пока Кинни лечился, Эванс и член банды Сэмюэл Блэнтон по неизвестным причинам застрелили Квирино Флетчера в Лас-Крусес. Предполагалось, что при этом присутствовал ещё третий стрелок, некто по имени Моррис, но это так и не было подтверждено. Эванс предстал перед судом за убийство, но был оправдан. Вскоре после этого эпизода Эванс отделился от банды Кинни, для того чтобы сформировать свою собственную банду. Несколько членов банды Кинни присоединились к нему, в том числе: Билли Мортон, Фрэнк Бейкер, Джим Макдэниелс, «Баффало Билл» Спаун, Том Хилл, Боб Мартин, Николас Провенсио, Джордж Дэвис и «Индеец Мануэль» Сеговия. Хотя обычно их называют бандой Джесси Эванса, они называли себя «Мальчишками». Между 1876 и 1879 годами банда совершала многочисленные грабежи и угоны скота, действуя в основном на территории округа Линкольн.
В октябре 1877 года Джесси и члены его банды Фрэнк Бейкер, Джордж Дэвис и Том Хилл были арестованы и заключены в тюрьму Линкольна, но уже в ноябре сбежали с помощью остальных членов банды.

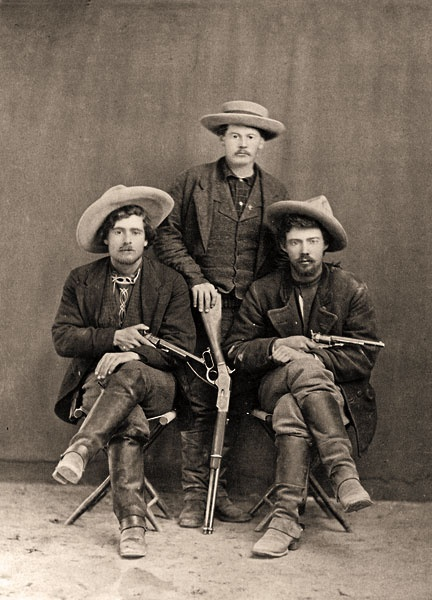
Джон Кинни (в центре) и два члена его банды, около 1880
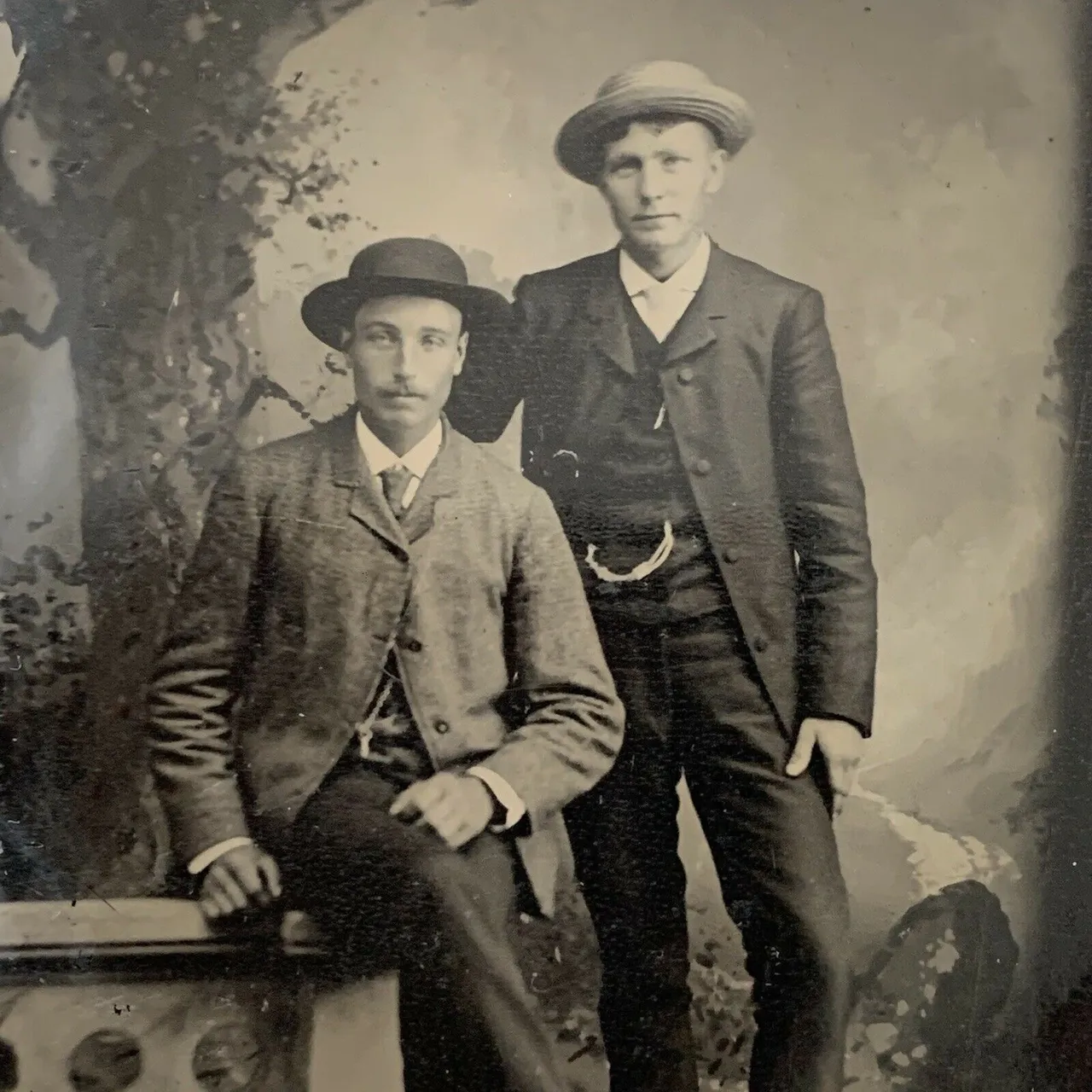
«Кудрявый Билл» Броциус[англ.] и Джесси Эванс (справа), между 1876 и 1879
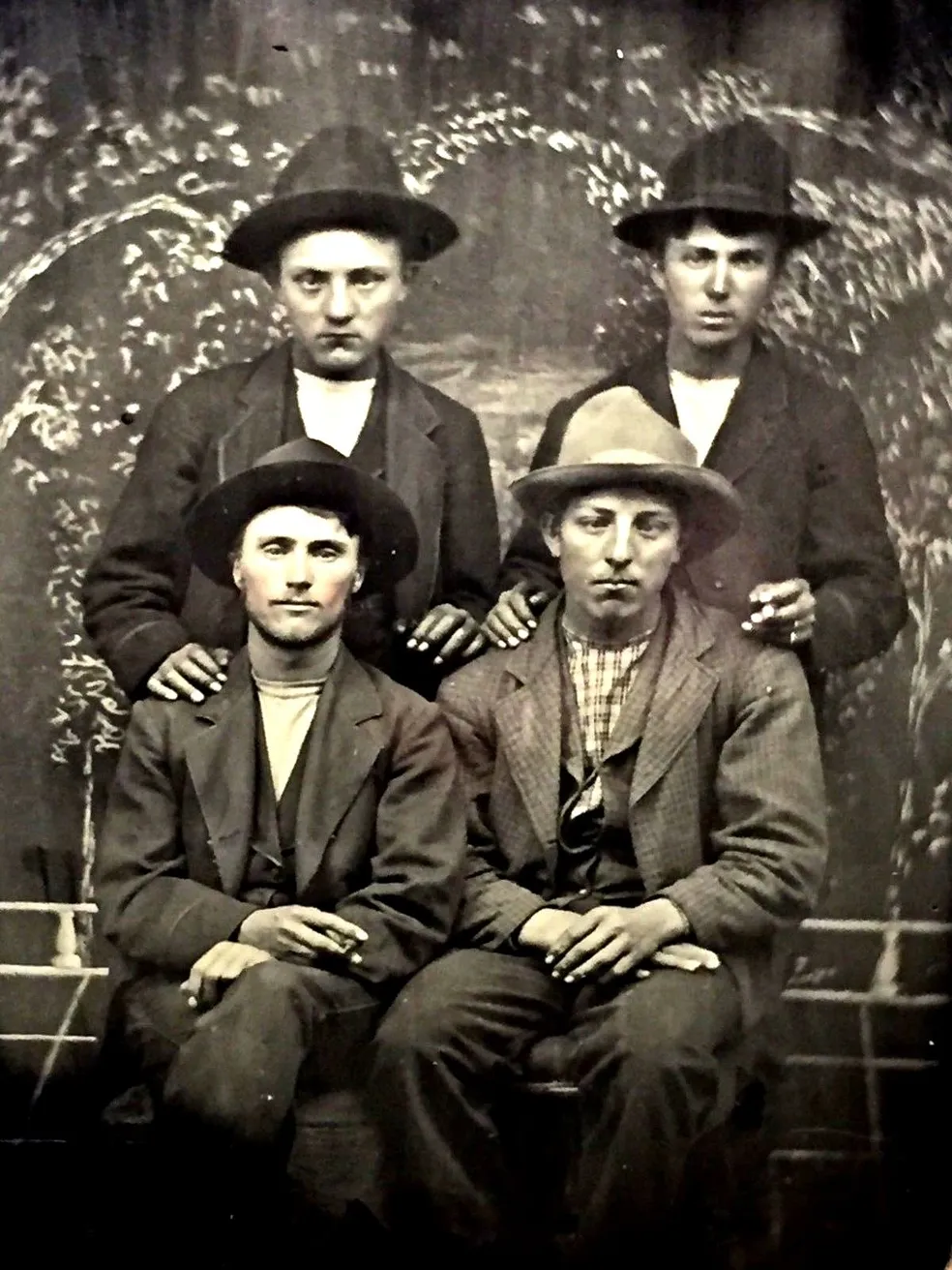
Джесси Джеймс (стоит справа), два члена его банды и Джесси Эванс (сидит слева), между 1876 и 1879.
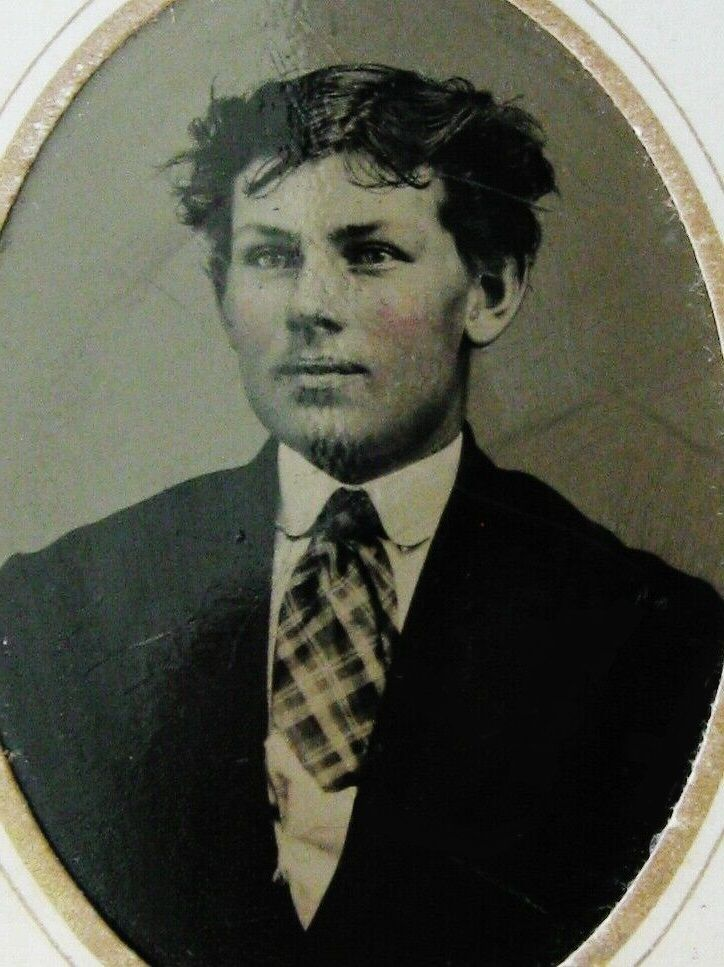
Джесси Эванс, 1870-е
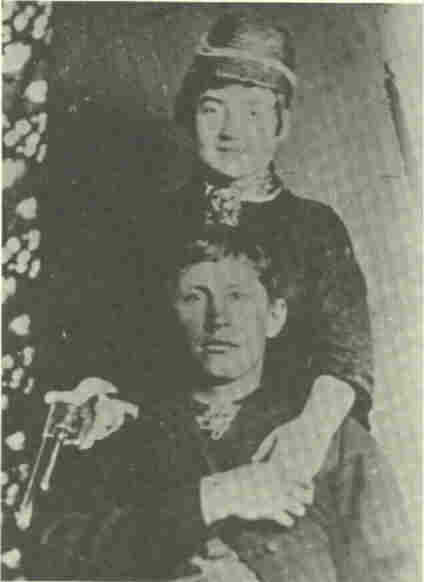
Джесси Эванс и неизвестная женщина, 1870-е

## Война в округе Линкольн
В ноябре 1876 года англичанин Джон Генри Танстелл прибыл в округ Линкольн, с целью начать новый бизнес при поддержке Джона Чизума и молодого юриста Александра Максуина. К тому времени округ политически и экономически контролировался Лоренсом Мёрфи и Джеймсом Доланом, владевшими там единственным магазином. К тому же, охотно скупая краденый скот, они заполучили контракт на поставки мяса с правительством США. Танстелл и его адвокат Александр Максуин были противниками их альянса. Мёрфи и Долан попытались выдавить их из бизнеса с помощью угроз и насилия. Компания Мёрфи и Долана наняла в качестве боевиков банду Джесси Эванса и отряд фермеров, известный как «Воины семи рек», приказав им нападать на скот и пастбища Танстелла. Кроме того, Джеймс Долан подкупил представителей закона, в частности, шерифа Уильяма Брейди. Джон Танстелл нанял для охраны своего скота ковбоев, одним из которых был Билли Кид. Помимо экономических разногласий, фракции были разделены по этническому и религиозному признаку: люди Мёрфи были в основном католиками-ирландцами, а Танстелл и его союзники — английскими протестантами.
Противостояние привело к тому, что 18 февраля 1878 года Джон Танстелл был убит бандой Эванса, подосланной шерифом Брейди. Убийство совершили Том Хилл и Фрэнк Бейкер, однако сам Эванс также принимал участие в этом рейде. Это преступление вскоре развязало Войну в округе Линкольн, ставшую самым кровавым гражданским конфликтом на Диком Западе. По совету Максуина ковбои Танстелла, уже не надеясь на помощь шерифа, объединились в окружной отряд «Регуляторы» (Regulators), для того чтобы отомстить убийцам. Юридически группа была создана как помощники мирового судьи Уилсона, однако фракция Мёрфи и Долана отказалась признавать их полномочия правоохранителей, в результате чего весь округ скоро погрузился в состояние анархии. Многие жители округа были вовлечены в войну, поддерживая ту или иную из враждующих сторон, и история столкновений между «Регуляторами» и боевиками Мёрфи и Долана была лишь её частью. Кульминацией войны стала Битва за Линкольн (15-19 июля 1878 года). Одним из следствий этой войны также явилось создание банды Билли Кида. И хотя официально боевые действия между враждующими группами были прекращены в начале 1879-го, их отголоски звучали в округе ещё до 1881 года.
9 марта 1878 года Том Хилл и Джесси Эванс были застрелены при попытке ограбить погонщика овец недалеко от Туларосы. Хилл погиб, а Эванс был тяжело ранен. 12 марта Эванс, находясь на лечении в форте Стэнтон, был арестован заместителем маршала США Робом Виденманном на основании старого федерального ордера за кражу правительственных мулов из индейской резервации. 18 апреля на прошедшем в Линкольне судебном заседании Эванс был обвинён в убийстве Джона Танстелла. В середине июня Джесси под военным конвоем доставили в Ла-Месилью, чтобы он предстал перед судом за кражу (федеральное преступление) и за убийство Джона Танстелла (территориальное преступление). В первой неделе июля с Джесси сняли обвинение в краже мулов, а заседание по обвинению в убийстве Танстелла было перенесено на следующую сессию суда. Внеся залог в размере 5000 долларов США, Джесси вернулся в округ Линкольн, чтобы принять участие в последних стычках с «Регуляторами». Он сражался в Битве за Линкольн и участвовал в разграблении магазина Танстелла на следующий день после её окончания.
18 февраля 1879 года Джесси Эванс и член его банды Билли Кэмпбелл убили поверенного по имени Хьюстон Чэпмен в Линкольне. Чэпмен был нанят Сьюзан Максуин, вдовой Александра Максуина, погибшего во время Битвы за Линкольн, для того, чтобы добиться амнистии для «Регуляторов»; убийство Чэпмена стало последним крупным эпизодом войны. Эванс и Кэмпбелл были арестованы и содержались в тюрьме форта Стэнтон, но 19 марта сумели сбежать, воспользовавшись помощью одного из солдат форта.

## Конец банды Эванса
После побега на Территории Нью-Мексико за голову Эванса была назначена награда. Эванс и «Мальчишки» перебрались на юго-запад Техаса, где продолжили преступную деятельность. 3 июля 1880 года банда была ликвидирована техасскими рейнджерами. После долгого преследования рейнджеры настигли Эванса и ещё трёх бандитов недалеко от Пресидио-дель-Норте в Мексике. В последовавшей за этим перестрелке Эванс убил рейнджера Джорджа Бингхэма, техасские рейнджеры ранили Джона Гросса и убили Джорджа Дэвиса, после чего «Мальчишки» сдались. Эванса судили и приговорили к 10 годам тюремного заключения. Отбывал срок в Хантсвиллской тюрьме, из десяти лет отсидел около трёх, совершив очередной побег 23 мая 1882 года. После этого исчез, его дальнейшая судьба осталась загадкой.

## Джо Хайнс

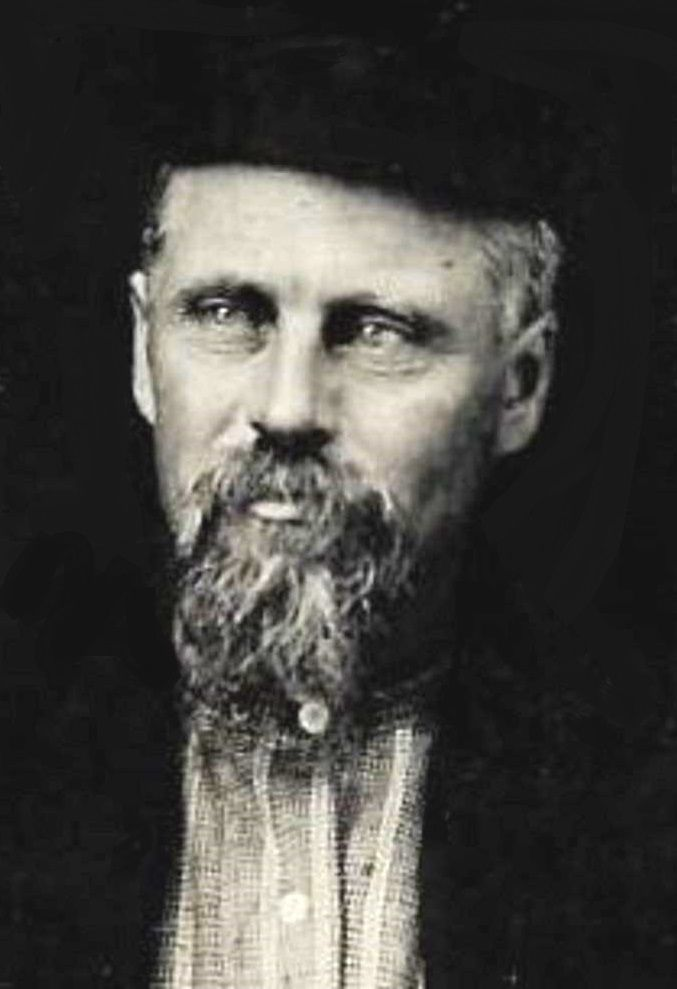
Фотография Джо Хайнса (предполагаемая фотография Джесси Эванса в старости)

В 1948 году следователь по наследственным делам из Сент-Луиса, штат Миссури, Уильям В. Моррисон обнаружил во Флориде пожилого мужчину по имени Джо Хайнс, претендовавшего на землю недавно умершего брата Джесси Эванса. Хайнс заявил Моррисону, что он один из тех, кто участвовал в Войне в округе Линкольн, сражаясь против Билли Кида, а также, что трое участников этого конфликта, включая его самого, до сих пор живы. Двумя другими якобы были Джим Макдэниелс (член банды Эванса) и Билли Кид. Хайнс очень подробно рассказал о событиях войны, однако отказался назвать имя, которое принял Кид, или указать, где именно он живёт. Моррисон решил, что Джо Хайнс — это Джесси Эванс. Далее он в частном порядке начал поиски человека, который мог быть Билли Кидом. Спустя некоторое время он вышел на старика, живущего в Гамильтоне, штат Техас, под именем Олли Л. Робертс. После длительных уговоров Робертс всё же поговорил с Моррисоном, который нашёл его историю достаточно убедительной, чтобы написать книгу с подробным описанием подвигов Робертса в роли Кида. Однако в конечном итоге эта книга была раскритикована почти всеми историками, которые с ней ознакомились.
Моррисон также разыскал Джима Макдэниелса, обнаружив его живущим в Раунд-Роке, Техас. Макдэниелс вместе с Северо Гальегосом, Мартиле Эйблом, Хосе Монтойей, а также Биллом и Сэмом Джонсами (все из них были знакомы с Кидом), подписали письменные показания, подтверждающие, что Робертс на самом деле является Билли Кидом. Джо Хайнс выиграл суд по наследованию земли, однако являлся ли Джо Хайнс Джесси Эвансом официально осталось неподтверждённым.

## Образ в искусстве
- «Чизум[англ.]» (1970) — Ричард Джекел. По сюжету фильма Билли Кид убивает Эванса во время Битвы за Линкольн[28].
- «Билли Кид» (сериал, 2022 — …) — Дэниэл Уэббер[29].